# Glee: The Music, Volume 7
Glee: The Music, Volume 7 — одиннадцатый альбом саундтреков к американскому музыкальному телесериалу «Хор», выпущенный лейблом Columbia Records 6 декабря 2011 года.

## Об альбоме
В альбом вошли пятнадцать композиций, исполненный в первой половине третьего сезона телесериала: «You Can’t Stop the Beat» в исполнении «Новых горизонтов» и «It’s Not Unusual» в исполнении Блейна Андерсона (Даррен Крисс) из эпизода «The Purple Piano Project»; «Somewhere» в исполнении Рейчел Берри (Лиа Мишель) и Шелби Коркоран (Идина Мензель) из эпизода «I Am Unicorn»; «Run the World (Girls)» в исполнении Бриттани Пирс (Хизер Моррис) и девушек школы Маккинли и «Fix You» в исполнении «Новых горизионтов» из эпизода «Asian F»; «Last Friday Night (T.G.I.F.)» в исполнении Блейна Андерсона из серии «Pot O’ Gold»; «Uptown Girl» из эпизода «The First Time», где её спели «Соловьи» академии Далтон; «Hot For Teacher» в исполнении «Новых горизонтов» и «Rumour Has It / Someone Like You» в исполнении Мерседес Джонс (Эмбер Райли) и Сантаны Лопес (Ная Ривера) из эпизода «Mash Off»; две песни из серии «I Kissed a Girl» — «Girls Just Want To Have Fun» и «Constant Craving», а выход ещё трёх — «ABC», «Control» и «Man In the Mirror» состоится в эпизоде  «Hold on to Sixteen». Все песни были выпущены в качестве синглов посредством цифровой дистрибуции. Также будет выпущено коллекционное издание с расширенным трек-листом.

## Список композиций
| №   | Название                          | Автор(ы)                                                             | Оригинальный исполнитель | Длительность |
| --- | --------------------------------- | -------------------------------------------------------------------- | ------------------------ | ------------ |
| 1.  | «You Can't Stop the Beat»         | Марк Шейман, Скотт Уильямс                                           | Hairspray                |              |
| 2.  | «It's Not Unusual»                | Лес Рид, Гордон Миллс                                                | Том Джонс                |              |
| 3.  | «Somewhere»                       | Леонард Бернстайн, Стивен Сондхейм                                   | Вестсайдская история     |              |
| 4.  | «Run the World (Girls)»           | Териус Нэш, Бейонсе Ноулз, Дэвид Тейлор, Томас Петнц, Ник ван де Вал | Бейонсе                  |              |
| 5.  | «Fix You»                         | Крис Мартин, Джонни Баклэнд, Гай Берримен, Уилл Чемпион              | Coldplay                 |              |
| 6.  | «Last Friday Night (T.G.I.F.)»    | Кэти Перри, Лукаш Готвальд, Макс Мартин, Бони Макки                  | Кэти Перри               |              |
| 7.  | «Uptown Girl»                     | Билли Джоэл                                                          | Билли Джоэл              |              |
| 8.  | «Tonight»                         | Берстайн, Сондхейм                                                   | Вестсайдская история     |              |
| 9.  | «Hot For Teacher»                 | Эдди Ван Хален, Дэвид Ли Рот , Майкл Энтони, Алекс Ван Хален         | Van Halen                |              |
| 10. | «Rumour Has It /Someone Like You» | Адель, Райан Теддер/Эдкинс, Дэн Уилсон                               | Адель                    |              |
| 11. | «Girls Just Want To Have Fun»     | РОберт Хазард                                                        | Синди Лопер              |              |
| 12. | «Constant Craving»                | k.d. lang, Бен Милк                                                  | k.d. lang                |              |
| 13. | «ABC»                             | The Corporation                                                      | The Jackson 5            |              |
| 14. | «Control»                         |                                                                      |                          |              |
| 15. | «Man In the Mirror»               | Сайда Гаррет, Глен Баллард                                           | Майкл Джексон            |              |